# Ординатор (телесериал)
«Ордина́тор» (англ. The Resident) — американский телесериал в жанре медицинской драмы, созданный Эми Холден Джонс. Премьера сериала состоялась 21 января 2018 года на телеканале Fox.
В апреле 2023 года телесериал был закрыт после шести сезонов.

## Сюжет
Молодой ординатор Девон Правеш с идеалистическими взглядами на жизнь получает должность под руководством опытного врача-терапевта Конрада Хокинса и заведующего хирургией Рэндольфа Белла. Со временем Правеш понимает, что в жизни бывает не всё так просто, а в его работе есть нюансы, которые нельзя игнорировать.

## В ролях
- Мэтт Зукри — доктор Конрад Хокинс, старший ординатор (сезон 3 - 5), опытный и авторитетный врач-терапевт, врач поисково-спасательной службы (с сезона 5).
- Эмили Ванкэмп — Николетт «Ник» Невин, практикующая медсестра (фельдшер) (сезоны 1—5), возлюбленная Конрада Хокинса, в начале 4-го сезона они женятся. В финале 4-го сезона у Ник и Конрада рождается дочь Джорджина Грэйс Хокинс. В начале 5-го сезона Ник погибает в автокатастрофе..
- Маниш Дайал — доктор Девон Правеш, врач-интерн неотложки (сезон 1-3), врач-ординатор неотложки (сезон 3-5), старший ординатор (сезон 5), врач-исследователь (с сезона 5).
- Шонетт Рене Уилсон — доктор Мина Окафор (сезоны 1—4), хирург-ординатор. В 4-м сезоне возвращается в Нигерию из за окончания срока действия визы.
- Брюс Гринвуд — доктор Рэндольф Белл, заведующий хирургией (до 4-го сезона), директор Честэйн Парк Мемориал (2-3 сезон)
- Моран Атиас — Рената Морали (сезон 1)
- Меррин Данги — Клэр Торп (сезон 1), директор Честэйн Парк Мемориал (1-й сезон).
- Мелина Канакаредес — доктор Лэйн Хантер (сезон 1; гость сезон 2), заведующая онкологического отделения и самый авторитетный врач-онколог, наставница Конрада Хокинса. В финале сезона 1 была арестована за убийство своей пациентки и медицинское мошенничество, в середине сезона 2 выходит под залог, а позже была убита братом одной из своих жертв.
- Тассо Фельдман — доктор Ирвинг Фельдман (второстепенный с сезона 1), врач неотложного отделения и священник по совместительству. Проводил церемонию бракосочетания Конрада Хокинса и Ник Невин. В середине 4-го сезона женится на медсестре Джесике Мур.
- Малькольм-Джамал Уорнер — доктор Огаст Джеремайя Остин, хирург-кардиолог (с сезона 2; второстепенный сезон 1)
- Гленн Моршауэр — Маршалл Уинтроп, бизнесмен, отец Конрада Хокинса (сезон 2; второстепенный сезоны 1, с 3), председатель правления Честейн Парк Мемориал (2-й сезон, 4-5 сезон).
- Джейн Ливз — доктор Элизабет Кэтрин "Кит" Восс (с сезона 2), хирург-ортопед. директор Честэйн Парк Мемориал (с середины 4-го сезона).
- Моррис Честнат — доктор Баррет Кейн (сезоны 3—4; второстепенный сезон 5), нейрохирург, заведующий хирургией (с 3-го до 5-го сезона).
- Джессика Лукас — доктор Билли Саттон (с сезона 4), нейрохирург, заведующая хирургией (с 5-го сезона), старая подруга Ник Невин.
- Ануджа Джоши — Лила Деви (второстепенный сезон 4; с сезона 5), хирург-ординатор, старший ординатор (с сезона 6).
- Аниша Джоши — Падме Деви, (второстепенный с сезона 5) сестра-близнец Лилы Деви, инструктор по йоге.
- Майлс Фоулер — Тревор Дэниелс (сезон 5), врач-интерн, внебрачный сын Билли Саттон.
- Кейли Ронэйн — доктор Кинкейд "Кейд" Салливан (второстепенный сезон 5, основной с сезона 6), врач неотложного и реанимационного отделения, напарница Хокинса по поисково-спасательной службе.
- Эндрю Маккарти — доктор Йен Салливан (гость сезон 5, с сезона 6), детский хирург, отец Кейд Салливан.

## Производство
Fox заказал сериал 10 мая 2017 года.
7 мая 2018 года сериал был продлён на второй сезон. 25 марта 2019 года канал FOX продлил телесериал на третий сезон. 19 мая 2020 года телеканал FOX объявил о продлении сериала на четвёртый сезон.
17 мая 2021 года телеканал FOX продлил телесериал на пятый сезон, премьера которого состоялась 21 сентября 2021 года. В мае 2022 года канал продлил телесериал на шестой сезон. В апреле 2023 года сериал закрыли после шестого сезона из-за упавших рейтингов.

## Эпизоды
| Сезон | Сезон | Эпизоды | Оригинальная дата выхода | Оригинальная дата выхода | Рейтинг Нильсена | Рейтинг Нильсена       |
| ----- | ----- | ------- | ------------------------ | ------------------------ | ---------------- | ---------------------- |
| Сезон | Сезон | Эпизоды | Премьера сезона          | Финал сезона             | Ранг             | Зрители США (миллионы) |
|       | 1     | 14      | 21 января 2018           | 14 мая 2018              | 59               | 7.03                   |
|       | 2     | 23      | 24 сентября 2018         | 6 мая 2019               | 50               | 7,63                   |
|       | 3     | 20      | 24 сентября 2019         | 7 апреля 2020            | 53               | 6.70                   |
|       | 4     | 14      | 12 января 2021           | 18 мая 2021              | 48               | 5.64                   |
|       | 5     | 23      | 21 сентября 2021         | 17 мая 2022              | 49               | 4.93                   |
|       | 6     | 13      | 20 сентября 2022         | 17 января 2023           | 51               | 4.40                   |

## Отзывы критиков
На сайте-агрегаторе Rotten Tomatoes сериал получил 53% «свежести» на основе 15-ти рецензий со средним рейтингом 4,89/10. Критический консенсус сайта гласит: «Ординатор», которому недостаёт хорошей актёрской игры, периодически „провисает“ и постоянно мечется из одной крайности в другую (от медицинской мелодрамы к больничным ужасам), что приводит к непреднамеренным, но весьма забавным результатам». На Metacritic сериал получил 54 балла из ста на основе 12-и «смешанных и средних» отзывов.